# نرميق (سراب)
نرميق هي قرية في مقاطعة سراب، إيران. عدد سكان هذه القرية هو 394 في سنة 2006.